# 裴显鼎
裴显鼎（1957年1月—），男，汉族，山西平遥人。中华人民共和国政治人物，二级大法官，曾任中华人民共和国最高人民法院第一巡回法庭分党组书记、庭长。